# L'Horizon (album)
Pour les articles homonymes, voir L'Horizon.
Albums de Dominique A
Solo aux Bouffes du Nord
(2004) Sur nos forces motrices
(2007)
L'Horizon est le septième album studio de Dominique A sorti le 13 mars 2006 sur le label Olympic Disk.

## Historique
Après deux albums pour lesquels Dominique A avait expérimenté le travail avec des collaborateurs extérieur, il éprouve le besoin de revenir à une composition et un jeu plus personnels pour ce nouvel opus. Il fait appel au producteur Dominique Brusson avec lequel il avait travaillé auparavant sur l'album Remué pour justement faire un album à l'opposé de celui-ci.
En janvier 2012, l'album est remasterisé et réédité en double CD avec des titres rares et inédits sélectionnés par l’artiste.

## Liste des titres
| No  | Titre                       | Durée |
| --- | --------------------------- | ----- |
| 1.  | L'Horizon                   |       |
| 2.  | Rouvrir                     |       |
| 3.  | Dans un camion              |       |
| 4.  | Antaimoro                   |       |
| 5.  | La Relève                   |       |
| 6.  | Retour au quartier lointain |       |
| 7.  | Music-hall                  |       |
| 8.  | Par l'ouest                 |       |
| 9.  | La Pleureuse                |       |
| 10. | Rue des marais              |       |
| 11. | Adieu, Alma                 |       |

## Réception critique et du public
L'album atteint lors de sa sortie la 32e place du top 200 en France où il reste classé durant douze semaines consécutives.